# Haleto de sulfonilo
Grupos haleto de sulfonilo ou haleto de sulfonila ocorrem quando um grupo funcional sulfonilo é ligado por ligação simples a um átomo de halogênio. Possuem a fórmula geral R-SO2-X onde X é um halogênio. A estabilidade dos haletos de sulfonilo decresce na ordem fluoretos>cloretos>brometos>iodetos, todos os quatro tipos sendo bem conhecidos.